# Se me kaj bojite?
Se me kaj bojite je slovenska pravljica, ki jo je napisala Svetlana Makarovič v svoji zbirki Mačja preja. Izšla je leta 1992 pri založbi Mladika. Glavna oseba je mali mišek in njegova teta Pavla.

## Vsebina
Pravljica govori o malem mišku, ki je izgubil svoje zlato rumeno koruzno zrno. Ker so se mu druge miške začele smejati in ker se ga ni nihče bal, se je odločil da jih bo prestrašil. Na plano je privlekel žepni robec tete Pavle, se vanj zavil in plahutal pred miškami in govoril, da je strah. Miške so se mu le smejale, ker so vedele da to ni pravi strah, temveč mali mišek. Ponavljale so da se ga nihče ne boji in se mu smejale. Ves jezen se je mišek pognal nazaj v kot in se domislil nečesa drugega. Vzel je krzneni muf tete Pavle, smuknil vanj in začel strašiti miške, da je mačka. Miške so bile na začetku osuple, vendar so kmalu ugotovile, da se za tem spet skriva mišek in se smejale ter ponavljale, da se ga nihče ne boji. Ponovno je smuknil v kot, se povaljal v lužici vode in se pognal na posteljo tete Pavle, raztrgal blazino in se odel s perjem. Plahutal je z rokami in miškam ponavljal da je jastreb in da jih bo vse požrl, ter če se ga kaj bojijo. Miške pa so se norčevale iz njega in se smejale, ga očistile perja in ga pocukale za brke. Naenkrat so se zaslišali težki koraki in miške so pobegnile v svoje luknje. Le majhen mišek je ostal, saj mu je bilo vseeno, če ga kdo ubije in počakal na sredi sobe. V sobo je prišla teta Pavla in zakričala, ter se ustrašila malega miška. Skočila je na stol, vpila na pomoč, se tresla, dokler mišek ni pobegnil v svojo luknjo. Šele tedaj je teta Pavla splezala dol in stekla iz sobe. Miške so videle kako se je teta Pavla ustrašila miška, zato so ga imele za zelo pogumnega. Prišle so do njegove luknje in ga začele klicati. Hotele so da bi bil mišek njihov poglavar. Mišek pa tega ni hotel. Edino kar je hotel je bilo, da mu vrnejo njegovo zlato rumeno koruzno zrno. Miške so se strinjale in tisti, ki je mišku ukradel zrno, mu ga je prinesel nazaj in se mu opravičil. Mišek pa je vzel svoje zrno in smuknil nazaj v svojo luknjo.

## Analiza
V pravljici nastopa glavna književna oseba mišek, ki skozi celo dogajanje poskuša doseči, da bi se ga kdo bal, v tem primeru druge miške in stranske književne osebe teta Pavla in miške. Mišek hoče pokazati, da je neustrašen in zahteva nazaj svoje koruzno zrno, zato se preobrazi v več strašnih živali.
Majhnih mišek se naj ne bi nihče bal, on pa je želel dokazati, da je kljub majhnosti strašen, vendar to ne doseže dokler se v dogajanje ne vključi teta Pavla. Šele potem mišek postane junak in doseže cilj. Pravljica ima začetek, ko mišku ukradejo koruzno zrno, zaključi pa se s srečnim koncem, ker dobi nazaj tisto kar so mu ukradli. Boril se je za svoje, kljub temu, da se ga nihče ni bal. Premagal je strah in se soočil z miškami, tako kot bi se vsak, ki je toliko pogumen kot je bil on.